# 蓋烏斯·凱撒
蓋烏斯·凱撒（拉丁語：Gaius Caesar；前20年—4年2月21日）是公元1年的執政官，是羅馬帝國第一任皇帝奧古斯都的外孫。蓋烏斯和他的弟弟盧基烏斯·凱撒被他們的外祖父撫養為他的養子和帝國的共同繼承人。在沒有首先擔任財務官或民選官的情況下推進他的職業生涯，一般而言羅馬元老院成員必須擔任這些職位，作為「榮耀之路」的一部分。
公元前1年，蓋烏斯被授予東部省份的統帥權，此後他在幼發拉底河的一個島上與帕提亞國王弗拉特斯五世締結了和平條約。不久之後，他被任命為次年的執政官。蓋烏斯執政後的第二年，盧修斯於八月在馬西利亞去世。大約十八個月後，蓋烏斯在呂基亞病逝。他與表妹莉薇拉結婚，但他們沒有孩子。公元4年在蓋烏斯和盧修斯死後，奧古斯都收養了他的繼子提比略以及他唯一倖存的孫子阿格里帕·波斯杜姆斯。